# 勝山稔
勝山 稔（かつやま みのる、1966年〈昭和41年〉12月 - ）は、日本の歴史学者・中国文学研究者・比較文学研究者。

## 経歴
北海道中川郡幕別町に生まれる。1985年（昭和60年）、北海道帯広柏葉高等学校を卒業。1991年（平成3年）、二松學舍大學文学部中国文学科を卒業、中央大学大学院文学研究科東洋史学専攻博士前期課程に入学。1994年（平成6年）、同専攻の博士前期課程を修了し、同専攻の博士後期課程に進学、日本学術振興会特別研究員（DC）に採用される。1997年（平成9年）、単位取得満期退学、日本学術振興会特別研究員（PD）に採用される。
1998年（平成10年）、東北大学大学院国際文化研究科助教授となるが、2002年（平成14年）から2003年（平成15年）にかけて文部科学省在外研究員として北京大学中文系に在籍。2005年（平成17年）に博士（国際文化）を取得。
2017年（平成29年）、東北大学大学院国際文化研究科教授。2023年（令和5年）、第16回銀華文学賞（佳作）を受賞。2024年（令和6年）、第19回「文芸思潮」エッセイ賞（奨励賞）を受賞。

## 人物
専門は中国文学（中国通俗小説・中国近代文学）、中国史学（中国社会生活史）および比較文学（主に近現代における日中比較文学）。支那通研究でも知られ、井上紅梅研究の第一人者でも著名である。
中国明代の短篇白話小説集「三言」等の記述の中から史学的価値を有する物を抽出、分析を試みるという融合領域を活用した学際研究を実践し、主に宋・元代や明代における婚姻問題を研究している。中でも当時の媒酌人（媒婆）が結婚周旋業を兼任していた事例を発見し、媒婆の商業的台頭が当時の都市化に由来したことを解明した。そして都市集住に伴う近隣の狭小化が、従来縁談交渉が円滑に行われていた地縁的な縁談仲介機能が衰退し、それを背景に媒婆による「縁談の営利化」が加速して、紹介料金の高額化が後に不婚という社会的問題を生み出したことを指摘する。
また逆に営利化したことを逆手に取った富裕層が、多額の金銭を媒婆に提示し、富裕層に極めて有利な縁談交渉を迫る事例が頻出したことを考察し、近代まで続いた中国における売買婚的性格の淵源が、宋代まで遡ることを明らかにしている。その他にも当時の都市民における共通認識や、女性の外出禁忌習慣など当時の社会通念も分析している。
近年は、明治時代の服部誠一や幸田露伴、宇佐美延枝、東吐山、大正時代の佐藤春夫、鈴木真海、今東光、伊藤貴麿、柳田泉、増田渉、戦前戦中時代の星野蘇山、井上紅梅、榛原茂樹、近藤總草、戦後の神谷衡平、林房雄、魚返善雄、辛島驍、松枝茂夫など、明治初期から戦後に至る短編白話小説の翻訳や受容の試みについて、継続的な発掘作業を行っている。そして従来学術的翻訳を中心とした研究史が主導であった白話小説の受容史を、民間翻訳の役割に注目した新しい視点から見直しを試みている。

## 著書

### 単著
- 『中国宋：明代における婚姻の学際的研究』東北大学出版会、2007年。ISBN 978-4-86163-047-7

### 共著
- 『宋代人の認識：相互性と日常空間』汲古書院、2001年。ISBN 4-7629-2658-2
- 『日本庶民文芸と中国』勉誠出版、2007年。ISBN 9784585103561
- 『から船往来：日本を育てた ひと・ふね・まち・こころ』中国書店、2009年。ISBN 978-4-903316-12-3
- 『日本宋史研究の現状と課題』汲古書院、2010年。ISBN 978-4-7629-2877-2
- 『続「訓読」論』勉誠出版、2010年。ISBN 9784585280019
- 『訓読から見なおす東アジア』東京大学出版会〈東アジア海域に漕ぎだす：第5巻〉、2014年。ISBN 9784130251457
- 『海がはぐくむ日本文化』東京大学出版会〈東アジア海域に漕ぎ出す：第6巻〉、2014年。ISBN 9784130251464
- 『楊家将演義読本』勉誠出版、2015年。ISBN 978-4-585-29103-9

### 編著
- 『小説・芸能から見た海域交流』汲古書院、2010年。ISBN 978-4-7629-2943-4